# NGC 6485
NGC 6485 is een spiraalvormig sterrenstelsel in het sterrenbeeld Hercules. Het hemelobject werd op 27 juli 1864 ontdekt door de Duitse astronoom Albert Marth.

## Synoniemen
- UGC 11014
- MCG 5-42-4
- ZWG 171.9
- IRAS 17500+3128
- PGC 61013